# Точки Вектена

Зовнішня і внутрішня точки Вектена

У планіметрії зовнішня і внутрішня точки Вектена — точки, які будуються на основі даного трикутника аналогічно першій і другій точкам Наполеона. Однак для побудови вибираються центри не рівносторонніх трикутників, а квадратів, побудованих на сторонах даного трикутника (див. рис.).

## Зовнішня точка Вектена
Нехай ABC — довільний трикутник. На його сторонах BC, CA, AB назовні побудуємо три квадрати відповідно з центрами {\displaystyle O_{a},O_{b},O_{c}}. Тоді лінії {\displaystyle AO_{a},BO_{b}}, {\displaystyle BO_{b}} і {\displaystyle CO_{c}} перетинаються в одній точці, званій зовнішньою точкою Вектена трикутника ABC.
В Енциклопедії центрів трикутника зовнішня точка Вектена позначається як X (485).

### Історія
Зовнішню точку Вектена названо так на початку XIX століття на честь французького математика Вектена, який вивчав математику в один час з Жергоном в Німі й опублікував своє дослідження про фігуру у вигляді трьох квадратів, побудованих на трьох сторонах трикутника 1817 року. За іншими даними, це сталося в 1812/1813 роках. При цьому посилаються на роботу.

## Внутрішня точка Вектена
Нехай ABC — довільний трикутник. На його сторонах BC, CA, AB назовні побудуємо три квадрати відповідно з центрами {\displaystyle I_{a},I_{b},I_{c}}. Тоді лінії {\displaystyle AI_{a},BI_{b}} і {\displaystyle CI_{c}} перетинаються в одній точці, званій внутрішньою точкою Вектена трикутника ABC.
В Енциклопедії центрів трикутника внутрішня точка Вектена позначається як X(486).
Пряма {\displaystyle X(485)X(486)} перетинає пряму Ейлера в центрі дев'яти точок трикутника {\displaystyle ABC}. Точки Вектена лежать на гіперболі Кіперта.

## Положення на гіперболі Кіперта
Координата зовнішньої і внутрішньої точок Вектена можна отримати з рівняння гіперболи Кіперта за значень кута {\displaystyle \theta } при основах трикутників відповідно π/4 і -π/4.

## Асоціації
Малюнок вище для побудови зовнішньої точки Вектена у разі, якщо вона проводиться для прямокутного трикутника, збігається з малюнком одного з доведень теореми Піфагора (див. на рис. нижче так звані піфагорові штани).

Піфагорові штани. Сума площ квадратів, побудованих на катетах і, дорівнює площі квадрата, побудованого на гіпотенузі

Піфагорові штани. Креслення до доведення Евкліда. Основний напрямок доведення — встановлення конгруентності, площа яких становить половину площі прямокутників і відповідно.